# Adelpha calliphane
Adelpha calliphane is een vlinder uit de onderfamilie Limenitidinae van de familie Nymphalidae. De wetenschappelijke naam van de soort werd in 1915 gepubliceerd door Hans Fruhstorfer.